# (4054) Turnov
(4054) Turnov ist ein Hauptgürtelasteroid, der am 5. Oktober 1983 von Antonín Mrkos vom Kleť-Observatorium aus entdeckt wurde.
Der Asteroid wurde nach der tschechischen Stadt Turnov benannt.